# إدوارد فوكس (كاتب سير)
إدوارد فوكس (بالإنجليزية: Edward Fox)‏ هو كاتب سير أمريكي، ولد في 1958.